# Leptothorax tenuispinus
Leptothorax tenuispinus är en myrart som beskrevs av Santschi 1911. Leptothorax tenuispinus ingår i släktet smalmyror, och familjen myror. Inga underarter finns listade i Catalogue of Life.